# نيلو باجاني
نيلو باجاني (بالإيطالية: Nello Pagani)‏ مواليد 11 أكتوبر 1911 في ميلانو - الوفاة 19 أكتوبر 2003 في بريسو، لومبارديا، إيطاليا، كان متسابق دراجات نارية إيطالي فاز ببطولة سباق الجائزة الكبرى للدراجات النارية. نافس في سباقات بطولة العالم لفئة 500 سي سي ولفئة 125 سي سي. كما شارك في كأس جزيرة مان السياحية.

## البطولات
- سباق الجائزة الكبرى للدراجات النارية 1949

## روابط خارجية
- نيلو باجاني على موقع Racing-Reference.info (الإنجليزية)
- نيلو باجاني على موقع DriverDB.com (الإنجليزية)
- نيلو باجاني على موقع MotoGP.com (الإنجليزية)